# Avril Lavigne (álbum)
Avril Lavigne   é o quinto álbum de estúdio e homônimo da cantora canadense Avril Lavigne. O seu lançamento ocorreu em 5 de novembro de 2013, através da Epic Records. Descrito por Lavigne como "mais artístico" do que seus trabalhos anteriores, o produto começou a ser desenvolvido pouco após a distribuição de Goodbye Lullaby em 2011. As suas gravações ocorreram entre novembro daquele ano e estenderam-se até julho de 2013 sob a produção executiva da própria intérprete juntamente com L.A. Reid, presidente da Epic, que contaram com a produção musical de Chris Baseford, David Hodges, Chad Kroeger, Rickard B Göransson, Martin Johnson, Kyle Moorman, Brandon Paddock, Matt Squire e Peter Svensson.
Tanto em aspectos líricos quanto musicais, Avril Lavigne representa um afastamento da produção acústica de Goodbye Lullaby, sendo divido entre canções pop rock alegres, baladas poderosas e ao piano, incorporando também influências de vários outros gêneros, como música industrial, pop punk, rock acústico e punk rock. Contendo participações vocais de Kroeger e do cantor estadunidense Marilyn Manson, o álbum trata de temas como rebelião, a juventude e o amor.
Avril Lavigne obteve análises geralmente positivas de críticos musicais, que elogiaram seu estilo despreocupado e adjetivaram-no de um dos melhores da artista, embora alguns tenham descrito a atitude rebelde presente em algumas canções como "força" e "anormal". Comercialmente, obteve um desempenho moderado, atingindo as trinta primeiras posições em países como Austrália, Canadá, Irlanda, Noruega, Nova Zelândia e Reino Unido. Nos Estados Unidos, debutou na quinta posição da Billboard 200 com 44 mil unidades adquiridas, sendo a pior semana de vendas obtidas por Lavigne e também a posição mais baixa já alcançada por um disco seu. O trabalho obteve um desempenho mais notável em território asiático, culminando na chinesa Sino Chart e sendo certificado com três discos de platina em Taiwan pela Recording Industry of Taiwan (RIT) e como ouro no Japão pela Recording Industry Association of Japan (RIAJ).
Quatro singles foram lançados do disco: "Here's to Never Growing Up", "Rock N' Roll", "Let Me Go" e "Hello Kitty", sendo que o último foi lançado apenas na Ásia e causou controvérsia devido ao seu vídeo musical, que foi rotulado como "racista". "Give You What You Like" serviria como a quinta faixa de trabalho, mas seu lançamento acabou sendo cancelado. Para a divulgação de Avril Lavigne, a vocalista apresentou-se em programas televisivos e festivais e fez a turnê The Avril Lavigne Tour entre dezembro de 2014, além de ter servido como ato de abertura na etapa estadunidense da digressão In a World Like This Tour, da boyband Backstreet Boys.

## Precedentes e produção

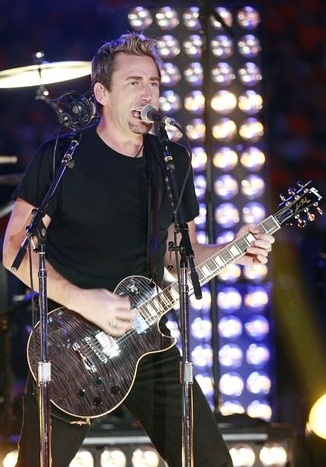
Chad Kroeger foi responsável por produzir várias canções e a compor a canção "Let Me Go".

Três meses após o lançamento do seu quarto álbum de estúdio, Goodbye Lullaby, Avril confirmou que estava trabalhando num quinto disco. De acordo com a mesma, "Goodbye Lullaby foi mais maduro e o quinto será pop e mais divertido". Na época, revelou também já ter o primeiro single em mente: "Já tenho até uma música que deverá ser a compacta, só preciso regravá-la". Em junho de 2011, após ter sido perguntada pelo fansite AvrilBand-Aids, a cantora disse ter oito novas canções já prontas, e que pretendia lançar um novo álbum "o mais rápido possível".
Em entrevista à rádio The Beat, da cidade de Montreal, no Canadá, Avril confirmou a sua mudança de gravadora para a Epic Records e afirmou que L.A. Reid, novo presidente da editora, esteve presente na produção do álbum. Reid introduziu a cantora na mídia, contratou-a para a Arista Records em 2001 e lançou o primeiro álbum da carreira, Let Go, em 2002. Durante a mudança de gravadora, Avril havia lançado o último single "Wish You Were Here" pela Epic com o objetivo de conseguir aumentar a divulgação da canção nas rádios.
Além de L.A. Reid, Avril também trabalhou em estúdio com o grupo de produtores The Runners. Em entrevista ao canal MTV News, ela afirmou que esteve inspirada novamente em voltar a trabalhar com L.A. Reid e que nunca tinha tido essa ligação com ninguém, e nunca mais a terá. Todas as vezes que Reid e Avril se encontravam juntos, desde a sua separação, ambos sempre almejavam um possível retorno. "Agora que L.A. é presidente da Epic Records, foi mais fácil trabalhar", segundo Lavigne. Agora, ela tem condições de se concentrar melhor nas suas canções. "Também estamos trabalhando numa música para lançamento em 2012", disse a canadense. E finaliza com um desabafo que em 2011, ao lançar o Goodbye Lullaby, Avril estava desanimada com a sua gravadora RCA e que o retorno com o seu antigo produtor estimulou-a a lançar um quinto álbum de estúdio com mais animação e liberdade. Em entrevista para o site alavigne.com.br, publicada no site oficial da Avril, afirmou que esse quinto álbum foi mais "divertido" e mostrou mais a voz da cantora.
Numa outra entrevista para o canal MTV News, Avril afirmou que é difícil trabalhar com pessoas novas, e completa que "quando você não conhece alguém e começam a escrever juntos e logo após fazem a gravação, você nunca sabe se isso sairá bem." A escolha do grupo The Runners foi uma "escolha de sorte", segundo a cantora. O som desse álbum está se mesclando com os gêneros de um rock and roll agressivo com outras canções mais suaves. "Ter um bom tempo para produzir um disco novo é um fator importante", completa a artista.

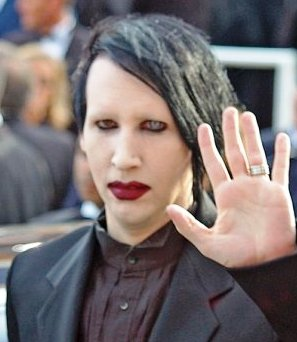
O roqueiro Marilyn Manson fez uma participação com Avril na canção "Bad Girl".

Em 22 de janeiro de 2012, o diretor executivo da Epic Records, L.A. Reid, publicou no Twitter que as canções do disco já haviam sido aprovadas: "Avril Lavigne está deixando a gente feliz com a sua nova música. Não vejo a hora de todos ouvirem", disse Reid.
O produtor David Hodges, antigo integrante do conjunto Evanescence, afirmou em seu Twitter que foram finalizados os trabalhos com a cantora e com o vocalista e guitarrista da banda canadense Nickelback, Chad Kroeger, no estúdio em 5 de março de 2012. Algumas semanas mais tarde, DJ Nasty anunciou que a cantora havia finalizado seu novo trabalho. Em 17 de agosto foi publicado pelo Twitter que o quinto álbum já se encontrava em sua terceira semana consecutiva de ajustes e estava passando pelo processo de mixagem.
Durante a criação da conta pessoal da cantora no Instagram no dia 8 de agosto de 2013, ela divulgou a capa do álbum de estúdio. A ilustração destaca os olhos da artista, que usa uma maquiagem escura e o cabelo preso em coque. Segundo o site Much Music, Avril está no estilo do filme "Cisne Negro". O portal AltSounds.com fez uma resenha sobre a capa do quinto disco, elogiando a ilustração e afirmando que foi uma boa escolha por mostrar uma imagem forte. O site ainda comenta que o olhar marcante e a predominância da cor preta refletem uma pessoa madura e mais "sombria" em comparação aos álbuns anteriores. A reportagem finaliza dizendo que a capa deixa todos com mentes abertas e com grandes expectativas para o restante das canções.
O álbum foi produzido nos estúdios Henson Studios em Los Angeles, Estados Unidos.
Segundo o site da MTV, Avril Lavigne disse que seu quinto álbum de estúdio é mais light e teve um tom mais pop e divertido. A cantora afirmou numa rádio australiana que seu trabalho foi diversificado, tem um dueto com o Chad, tem uma canção com o roqueiro Marilyn Manson e uma outra que ela compôs nomeada de "Hello Kitty". "Tem muitos hinos de pop/rock, tipo o primeiro single" disse a canadense. "O álbum é muito mesclado", disse Avril à Billboard. "Basicamente, este trabalho tem canções emocionais, baladas sinceras, e algumas outras mais otimistas".

## Composição e temas
"Temos músicas pop-rock, e, em seguida, canções de baladas de piano com orquestras. Eu tenho uma música mais pesada que é a de Marilyn Manson, chamada "Bad Girl", e também tenho uma nomeada de "Hello Kitty", que soa algo único que eu fiz antes. "Here's To Never Growing Up" é uma das músicas de rock. -
Lavigne sobre a diversidade do álbum.

Em uma entrevista para o Nylon, Lavigne afirmou que o álbum era "mais artístico" do que seus trabalhos anteriores, explicando: "Desta vez, não são apenas todas as músicas sobre relacionamentos e caras. Eu só queria escrever músicas e fazer algo um pouco mais. Eu queria seguir esse caminho, não estava tentando escrever um grande disco de rádio". Enquanto discutia o estilo do álbum para Entertainmentwise, Lavigne opinou: "O álbum realmente passeia em todo os segmentos. Há músicas de piano que são apenas piano e vocais, algumas faixas muito cruas e emocionais. Há algumas músicas de verão, que são nostálgicas". Sobre o significado lírico do álbum, ela comentou: "Liricamente, me esforcei para falar sobre diferentes assuntos sobre os quais não falei antes. Não queria ser tão simples. Tentei me expressar e me aprofundar mais". [...] "Há um monte de músicas de verão e algumas que são bem nostálgicas, sobre olhar para trás como '17'. Acho que não pretendia que fosse assim, mas é bom".
Enquanto discutia as músicas do álbum, Lavigne revelou: "Estou realmente empolgada com a música 'Hello Kitty' que escrevi para este álbum, porque sou obcecada por Hello Kitty e é muito divertido e o som é diferente". Ela disse. "Não se parece com nada que eu já tenha feito antes, e até jogo um pouco de japonês nele". Ela também descreveu a música chamada "Rock n Roll" como "LOUD, impressionante e significa muitas outras coisas além de música - é exatamente o que se trata - e é uma música que eu estou colocando toques finais agora". Ela também chamou seu dueto com Marilyn Manson como "pesado" e mais "rock". Enquanto respondia qual era sua música favorita no álbum, Lavigne respondeu: "'Give You What You Like,' 'Hush Hush' and 'Bad Girl'".

### Músicas
A faixa de abertura do álbum "Rock n Roll" é uma música pop punk otimista, sobre uma declaração de rebeldia violenta na qual Lavigne mostra seu "dedo do meio" para "deixá-los saber que ainda estamos no rock and roll". A segunda faixa e primeiro single, "Here's to Never Growing Up", é uma celebração sobre ser eternamente jovem. A terceira faixa "17" foi considerada uma "visão confusa sobre a adolescência", em uma batida "constante", "longas cordas acústicas" e vocais "uivos" que refratam o brilho travesso da juventude.
Ela também continua o curso, relembrando seus dias no ensino médio em que "aprendeu a quebrar as regras". A quarta faixa, "Bitchin 'Summer", é uma música em que ela e o objeto de sua afeição são como "colegiais apaixonados" e ela o procura na loja de bebidas. "Let Me Go", a quinta faixa, é um dueto com o marido de Lavigne e o vocalista do Nickelback, Chad Kroeger, e foi descrita por Lavigne como "a jornada do amor pela vida, passando de um estágio de um amor para encontrar o caminho certo". A sexta faixa "Give You What You Like" é uma balada de sonoridade sensual sobre a troca de prazeres físicos para combater a solidão.
A sétima faixa Bad Girl e apresenta a participação vocal de Marilyn Manson em um rock, música industrial e nu metal arrangement, com Manson cantando sobre suas perversas fantasias, enquanto Lavigne convida para "fazer algo" a mais. "Hello Kitty" mostra Lavigne flertando com música eletrônica e technopop, enquanto também apresenta interpolações de dubstep. Liricamente, Lavigne apontou que a música "é sobre seu amor pela marca japonesa", mas também tem um significado "paquerador". A nona faixa, o pop rock "You Ain't Seen Nothin' Yet", mostra sua protagonista contornando a "terceira base e indo para um home run", enquanto a animada "Sippin 'on Sunshine" contem letras sobre a luz do sol sendo entregue por meio de um beijo. A faixa de separação "Hello Heartache" tem um gancho vocal de fundo rastejando "la-la-la" e uma batida acelerada, que amplifica a dor de Lavigne. A décima segunda faixa "Falling Fast" é uma música influenciada pelo country pop com elementos de rock "silenciosos" e melodia "cristalizada", que foi descrita por Jason Lipshutz da Billboard como "parecido com uma faixa da Taylor Swift". "Hush Hush", a última faixa da edição padrão do álbum, é uma balada movida a piano que emite uma onda de sentimentos - arrependimento, raiva, desespero, nudez e, finalmente, uma leve esperança.

## Lançamento e promoção

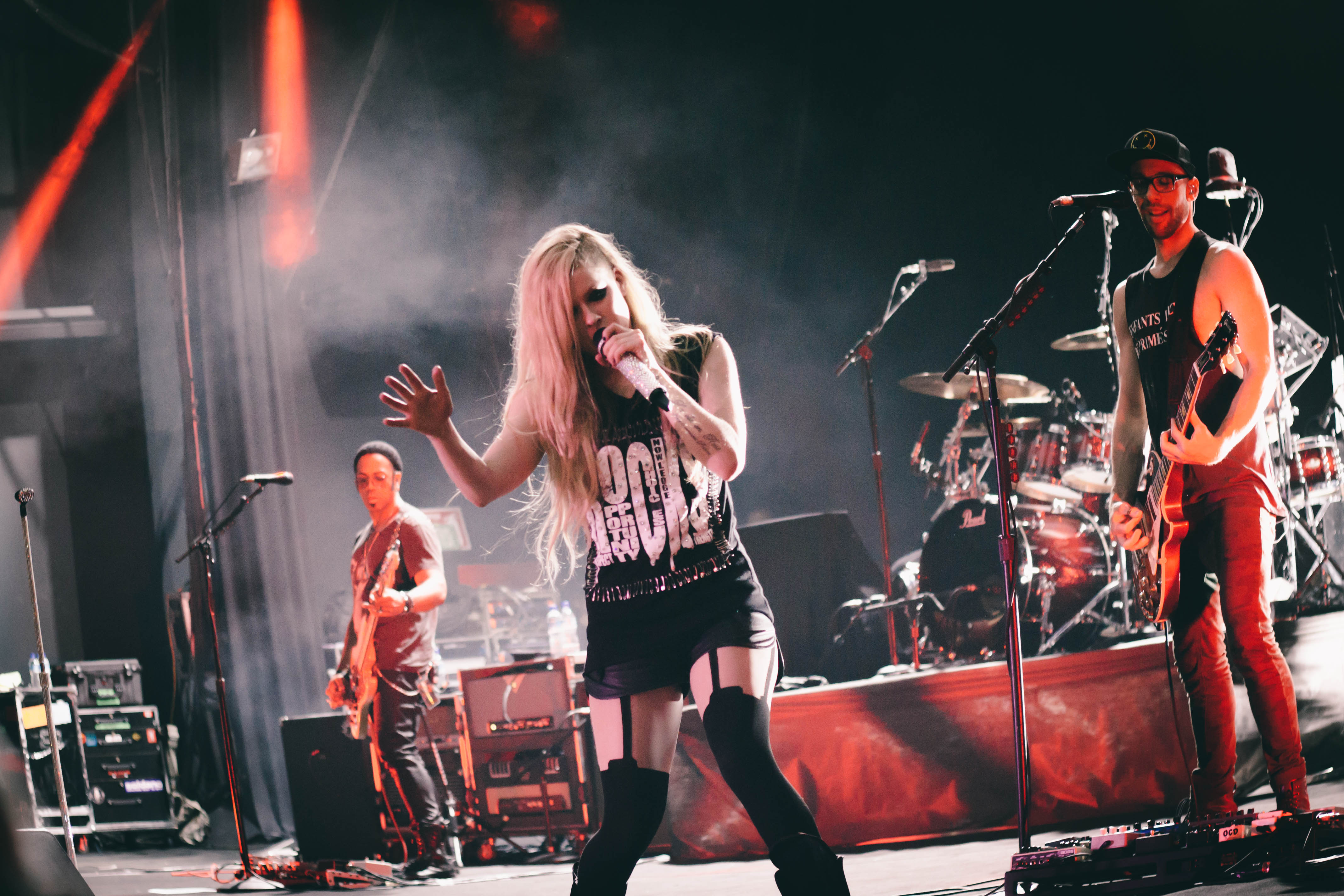
Avril se apresentando em Brasília em 4 de maio de 2014.

O álbum Avril Lavigne foi lançado inicialmente sob uma pré-venda no seu site oficial em duas edições distintas: uma premium e outra deluxe, vendidas nas versões censurada e explícita. A versão premium teve um pôster com seu nome incluso e um "tubarurso" de pelúcia, enquanto que a versão deluxe contém apenas o pôster. Ambas foram entregues somente após o dia 5 de novembro, sendo que a pelúcia foi entregue apenas depois do dia 15 do mesmo mês. Só era possível reservar o disco a partir de 24 de setembro de 2013 pelo site do iTunes.
Em 5 de novembro de 2013, foi realizada uma pequena apresentação de inauguração que ficou por conta da equipe EMM Group. Avril recebeu boas críticas de sua apresentação e a setlist do evento foi composta por "Here's to Never Growing Up", "Let Me Go", "Rock N' Roll", "17", "I’m With You" e pequenos trechos de "Hello Kitty" e "Hello Heartache".
Durante toda a semana de lançamento do quinto álbum de estúdio, a cantora esteve em Nova Iorque a fim de divulgá-lo. O primeiro evento que Avril participou foi no programa Good Morning America, da rede ABC, onde ela apresentou "Let Me Go", seguido pela festa de lançamento do álbum e também do show privado no Up Close & Personal. Avril também participou da programação da rádio norte-americana 95.5 WPLJ e fez uma performance acústica de "Here's to Never Growing Up", o primeiro single do quinto álbum.
A cantora fez uma propaganda comercial para divulgar um concerto que ocorreu no dia 3 de dezembro em Highline Ballroom, Nova Iorque. O show foi transmitido ao vivo pelo site "2vLive.com", mas para ver online foi preciso pagar uma taxa estipulada pelo site. A canção usada no comercial foi "Rock N' Roll". A cantora interpretou uma motoqueira e no final do vídeo foi possível ouvir o som de câmeras fotográficas.
Após o lançamento do álbum, Avril foi ao Japão para a divulgação de seu trabalho e se apresentou em três programas de televisão japoneses. A primeira apresentação foi em 15 de novembro, no Music Station, ao cantar "Rock N' Roll". Logo após, a canadense marcou presença no Mezamashi e realizou um show acústico de "Rock N' Roll". Para finalizar a divulgação nos programas, a cantora foi ao Sukkiri e concedeu uma entrevista, além de cantar "Girlfriend" e "Rock N' Roll" no dia 19 de novembro.
Em seguida, a cantora apresentou a The Avril Lavigne Tour, que foi a turnê de suporte de seu quinto álbum autointitulado. Teve início na Ásia em 2014 com apresentações na China, Japão, Coreia do Sul, Malásia, entre outros países. Teve cinco apresentações no Brasil, sendo duas em São Paulo e uma no Rio de Janeiro, em Brasília e Belo Horizonte; uma em Santiago no Chile; e uma em Buenos Aires na Argentina. Ela também passou no México e nos Estados Unidos.
Durante os shows da Avril Lavigne no Brasil, a cantora fez um Meet & Greet nas cidades de São Paulo e no Rio de Janeiro, mas sua produção proibiu as pessoas de tocarem nela. O site Gawker comentou sobre o caso, e destaca o preço do encontro com a artista de maneira irônica, chamando-o de "privilégio de ficar parado ao lado de Avril". O encontro custou certa de 800 reais.

## Análise da crítica
| Críticas profissionais | Críticas profissionais |
| Pontuações agregadas   | Pontuações agregadas   |
| Fonte                  | Avaliação              |
| ---------------------- | ---------------------- |
| Metacritic             | 65/100                 |
| Avaliações da crítica  |                        |
| Fonte                  | Avaliação              |
| Absolute Punk          | 6/10                   |
| AllMusic               | [ 48 ]                 |
| Billboard              | 82/100                 |
| Digital Spy            | [ 49 ]                 |
| Entertainment Weekly   | B+                     |
| The Guardian           | [ 50 ]                 |
| musicOMH               | [ 51 ]                 |
| Sputnikmusic           | [ 52 ]                 |

No Metacritic, que atribui uma classificação média ponderada de 100 a críticas dos principais críticos, recebeu uma pontuação média de 65, com base em 9 avaliações indicando "Avaliações em sua maioria favoráveis". Stephen Thomas Erlewine da AllMusic, atribuiu ao álbum uma classificação de 3,5 das 5 estrelas, chamando-o de "um dos melhores e mais animados álbuns de Avril; trata-se dos bons tempos, por mais temporários ou ilusórios que sejam". Erlewine também escreveu que os "ganchos são mais fortes, melhores do que muitas das músicas de Avril desde sua estréia em 2002, em Let Go". Jason Lipshutz, da Billboard elogiou o álbum por "encapsular tudo o que vale a pena amar na arte de longa data da cantora de 29 anos", destacando que "ao contrário de Goodbye Lullaby de 2011 , que contou com momentos em que Lavigne parecia insegura, a cantora está totalmente no controle Aqui". Nick Catucci, da Entertainment Weekly, também foi positivo, elogiando Lavigne por "revelar sua sabedoria de mulher adulta", notando que o álbum "nos lembra que a maturidade às vezes significa superar o que se espera de você". Sowing Season do Sputnikmusic escreveu que o álbum "não poderia ser uma melhor representação de sua carreira até os dias atuais. É um pop divertido e de fácil digestão para as massas, com os refrões e melodias crescentes que nos fizeram se apaixonar por ela nos últimos dez anos".
Sam Lansky, do Idolator, elogiou o álbum como seu "álbum pop favorito do ano", rotulando-o como "o melhor álbum da carreira de Avril. Ele está repleto de personalidade, cheio de contradições, profundamente nostálgico, às vezes irritante, provavelmente malcriado e principalmente ótimo". Laurence Green, da musicOMH, elogiou o álbum, escrevendo que "o trabalho de mesmo nome ajuda bastante a restaurar a cantora ao seu devido lugar como fornecedora de alguns dos pop despreocupados". Craig Manning do Absolute Punk o reconheceu que: "Não será um novo álbum favorito para ninguém além dos fãs mais ardentes de Avril Lavigne, mas um punhado de ótimas músicas de verão e alguns outros exercícios de diversão pop sem sentido ainda são suficientes para tornar 'Avril Lavigne' o melhor disco da cantora de mesmo nome em nove anos". Caroline Sullivan do The Guardian, repetiu o mesmo pensamento, chamando a "viagem malcriada na nostalgia", e "a melhor coisa que ela fez em anos". Em uma crítica mais negativa, Chuck Eddy, da Rolling Stone, analisou que o álbum apresenta "baladas encharcadas, às vezes vagamente góticas ou R&B, e tenta em vão copiar Taylor Swift", mas elogiou "Hello Kitty" por soar "verdadeiramente brincalhona". Kyle Fowle, da Slant Magazine, também considerou a exploração de mantras que afirmam a vida e se orgulha de rebeldia "forçada, como se ela estivesse tentando capturar uma atitude e criar uma persona, de que ela não vive mais".

## Singles
"Here's to Never Growing Up" foi o primeiro single do quinto álbum de estúdio da cantora. Sua produção ficou por conta do vocalista da banda Boys Like Girls, Martin Johnson. O compacto foi lançado pela Epic Records em 9 de abril de 2013. A capa mostra a cantora segurando um ursinho de pelúcia em seu corpo nu. Após o seu lançamento, a canção alcançou várias paradas musicais do mundo, conquistando a 20ª posição na Billboard Hot 100 e a 7ª na Digital Songs. No Japão ela alcançou a 8ª colocação. O compacto foi bem recebido pela crítica, dizendo que a canção é "suave e juvenil, e mostra que Avril não está preocupada em crescer." No videoclipe, Avril aparece vestida com uma roupa semelhante à do vídeo musical de "Complicated" de 2002.
"Rock N' Roll" foi o segundo single do disco. Foi gravado em 2013 e escrito pela cantora e teve a participação David Hodges, Chad Kroeger, Bertil Göransson, Jacob Kasher e Peter Svensson. Max Martin foi o responsável pela produção. A canção foi lançada oficialmente em 27 de agosto de 2013.
O videoclipe foi lançado em 20 de agosto e conta com referências a histórias em quadrinhos, uma cena do clipe de "November Rain", dos Guns N' Roses — onde Slash toca guitarra em frente a uma igreja —, a aparição do ator americano Billy Zane e do DJ Sid Wilson da banda Slipknot e um beijo lésbico entre Avril e atriz Danica McKellar. A canção atingiu a 71ª colocação na Japan Hot 100, a 91ª posição na Billboard Hot 100 e a 37ª na Canadian Hot 100, além de posicionar-se em várias paradas da Coreia do Sul. "Rock N' Roll" foi considerado como o mesmo gênero pop rock de "Here's to Never Growing Up".
O terceiro compacto lançado pela cantora foi "Let Me Go", que chegou às rádios em 15 de outubro. Foi gravado em 2013 pela Avril e escrito pela própria com participação de David Hodges e Chad Kroeger, apresentando uma parceira entre Lavigne e seu marido Chad. Na Billboard Hot 100, o single estreou na 78ª colocação e na 12ª no Canadá. O clipe de "Let Me Go" foi apresentado pela primeira vez em 15 de outubro de 2013, mesmo dia de seu lançamento no Itunes, com estreia primeiramente no programa Good Morning America às 8h30min am nos Estados Unidos. O vídeo foi dirigido por Christopher Sims, o qual já fez trabalhos para Keane e Stone Temple Pilots, e foi filmado no sul da Califórnia a menos de duas semanas do lançamento. Após a estreia, o vídeo foi visto por milhões de vezes no You Tube.
"Bad Girl", interpretada por Avril Lavigne com participação de Marilyn Manson, não foi lançada como um single oficialmente, porém ela entrou na parada da Canadian Hot 100 na posição 88ª na 47ª semana de 2013, onde permaneceu por uma semana no ranking.
"Hello Kitty" foi lançada como uma canção promocional do álbum e teve seu clipe publicado em 23 de abril de 2014. Na Coreia do Sul o compacto vendeu mais de 4 mil cópias em sua primeira semana, enquanto que nos Estados Unidos foram mais de 5 mil, mesmo não sendo oficialmente lançado neste país, onde apareceu na posição 75º da Billboard Hot 100 devido ao número elevado de visualizações do clipe no You Tube, segundo a Nielsen SoundScan. Conforme já citado, o clipe foi considerado como "racista", devido aos elementos "repetitivos e genéricos", ao ver do jornalista Jason Lipshutz. O vídeo foi indicado ao prêmio da MTV Europe Music Awards em 2014 na categoria Best Canadian Act.
O quarto single do álbum é "Give You What You Like" e foi lançado no filme "Babysitters BlackBook", no canal Lifetime, em 21 de fevereiro de 2015. O clipe foi gravado no início de 2014 e sua gravação ficou a cargo de Joseph Kahn, sendo liberado por Avril em seu canal da VEVO em 2 de fevereiro de 2015. Lavigne publicou em sua conta oficial no Twitter para ajudar divulgar o vídeo: "Vocês pediram, então eu vou dar o que vocês querem". Em 2013, o single alcançou a parada de sucesso da Coreia do Sul.

## Lista de faixas
A lista de faixas do disco contém treze canções ao todo. Este trabalho conta com participações dos cantores Marilyn Manson e do atual marido da cantora e vocalista da banda Nickelback, Chad Kroeger, no single "Let Me Go". Uma versão deluxe do álbum foi distribuída exclusivamente na rede de lojas de varejo dos Estados Unidos Target Corporation. A capa é basicamente a mesma, com mudanças na cor da palavra Avril Lavigne em vermelho e uma imagem azul com brilhantes ao fundo. A versão exclusiva do Japão contou com as faixas "Bad Reputation" e "How You Remind Me", além de "Rock N' Roll" em versão acústica.
| Avril Lavigne  |                                 | |                                                                            |         |  |
| N.º            | Título                          | Compositor(es)                                                                                     | Produtor(es)                                                               | Duração |  |
| 1.             | "Rock N' Roll"                  | Avril Lavigne · David Hodges · Chad Kroeger · Jacob Kasher · Peter Svensson · Rickard B. Göransson | Svensson, Göranson · Martin Johnson · Kyle Moorman[A] · Brandon Paddock[A] | 3:26    |  |
| 2.             | "Here's to Never Growing Up"    | Lavigne, Hodges · Kroeger, Kasher · Johnson                                                        | Johnson · Moorman[A] · Paddock[A]                                          | 3:34    |  |
| 3.             | "17"                            | Lavigne · Kasher · Johnson                                                                         | Johnson · Moorman[A] · Paddock[A]                                          | 3:24    |  |
| 4.             | "Bitchin' Summer"               | Lavigne · Hodges · Kroeger · Johnson · Matt Squire                                                 | Kroeger · Squire                                                           | 3:31    |  |
| 5.             | "Let Me Go" (com Chad Kroeger)  | Lavigne · Hodges · Kroeger                                                                         | Kroeger · Hodges                                                           | 4:27    |  |
| 6.             | "Give You What You Like"        | Lavigne · Hodges · Kroeger                                                                         | Kroeger · Hodges                                                           | 3:45    |  |
| 7.             | "Bad Girl" (com Marilyn Manson) | Lavigne · Hodges · Kroeger                                                                         | Kroeger · Hodges                                                           | 2:56    |  |
| 8.             | "Hello Kitty"                   | Lavigne · Hodges · Kroeger · Johnson                                                               | Johnson · Moorman[A] · Paddock[A] · Kroeger[B] · Hodges[B]                 | 3:17    |  |
| 9.             | "You Ain't Seen Nothin' Yet"    | Lavigne                                                                                            | Chris Baseford · Kroeger                                                   | 3:14    |  |
| 10.            | "Sippin' On Sunshine"           | Lavigne · Hodges · Kroeger · Johnson · Kasher                                                      | Johnson · Moorman[A] · Paddock[A]                                          | 3:30    |  |
| 11.            | "Hello Heartache"               | Lavigne · Hodges                                                                                   | Hodges                                                                     | 3:49    |  |
| 12.            | "Falling Fast"                  | Lavigne                                                                                            | Kroeger                                                                    | 3:13    |  |
| 13.            | "Hush Hush"                     | Lavigne · Hodges                                                                                   | Hodges                                                                     | 4:01    |  |
| Duração total: | Duração total:                  | Duração total:                                                                                     | Duração total:                                                             | 40:34   |  |

| Faixa bônus da edição das lojas Target |                                  |                                                            |                                                        |         |  |
| N.º                                    | Título                           | Compositor(es)                                             | Produtor(es)                                           | Duração |  |
| 14.                                    | "Rock N' Roll" (versão acústica) | Lavigne · Hodges · Kroeger · Kasher · Svensson · Göransson | Svenson · Göranson · Johnson · Moorman[A] · Paddock[A] | 3:24    |  |
| Duração total:                         | Duração total:                   | Duração total:                                             | Duração total:                                         | 43:58   |  |

| Faixas bônus da edição do Japão e Taiwan |                                                             |                                                            |                                                        |         |  |
| N.º                                      | Título                                                      | Compositor(es)                                             | Produtor(es)                                           | Duração |  |
| 14.                                      | "Rock N' Roll" (versão acústica)                            | Lavigne · Hodges · Kroeger · Kasher · Svensson · Göransson | Svenson · Göranson · Johnson · Moorman[A] · Paddock[A] | 3:24    |  |
| 15.                                      | "How You Remind Me" (versão acústica) (cover de Nickelback) | Kroeger                                                    | Kroeger                                                | 4:06    |  |
| Duração total:                           | Duração total:                                              | Duração total:                                             | Duração total:                                         | 50:24   |  |

Notas
A  - denota produtores adicionais
B  - denota produtores vocais

## Créditos e pessoal
Os seguintes créditos foram adaptados das notas do álbum Avril Lavigne.
- Keith Armstrong – assistente de mixagem
- Chris Baseford – engenheiro, gravador, produtor, instrumentos adicionais
- Chris Bernard – vocais de gangue
- Cory Bice –  engenheiro assistente
- Candece Campbell – A&R
- David Campbell –  arranjos de cordas
- Chad Copelin – baixo, programação, gravador
- Tom Coyne – masterização
- Dan Dymtrow – gerência
- Serban Ghenea – mixagem
- Dan Gillan – vocais de gangues
- Justin Glasco – bateria, percussão
- Larry Goetz – guitarra adicional, bandolim
- Richard B. Göransson – compositor, piano, vocais de gangue, instrumentos, vocais
- John Hanes – engenheiro de mixagem
- Jeri Heiden – direção de arte, design
- Justin Hergett – engenheiro assistente de mixagem
- David Hodges – compositor, piano, vocais de gangue, instrumentos, vocais alternativos, produtor, programação, guitarras acústicas, vocais de fundo, teclas, produtor vocal adicional, teclas
- Sam Holland – gravação
- Martin Johnson – produtor, guitarra elétrica, violão, piano, programação, percussão, caixa de charuto, vocais de fundo, compositor, vocais de gangue, instrumentação adicional, gravação
- Taylor Johnson – bandolim
- Devin Kam – vocais de gangue
- Nik Karpen – assistente de mixagem
- J Kash – compositor, vocais de fundo
- Suzie Katayama – violoncelo
- Ethan Kaufmann – violão, guitarra elétrica
- Chad Kroeger – compositor, vocal, gang vocal, produtor, instrumentos, vocais convidados, violão, guitarra elétrica, bateria, percussão, produtor vocal adicional
- Miguel Lara – engenheiro assistente adicional
- Avril Lavigne – compositora, vocal, gang vocal, guitarras, vocais de fundo, percussão, produtor executivo
- Adam Leber – gerente
- Mark Liddell – fotografia
- Chris Lord-Alge – mixagem
- James McAlister – bateria, percussão
- Peter Mack – assistente de engenheiro adicional, assistente de gravador
- Marilyn Manson – vocais convidados
- Max Martin – programação adicional, teclado
- Tony Maserati – mixagem
- Steven Miller – guitarras, mixagem
- Kyle Moorman –  programação, produtor adicional, vocais de gangue, gravador
- Josh Newell – engenheiro adicional
- Dave "Rave" Ogilvie – mixagem
- Brandon Paddock – programação, produtor adicional, vocais de gangue, baixo, gravador
- L.A. Reid – produtor executivo
- Eva Reistad – engenheira assistente adicional
- JP Robinson – direção de arte épica
- Larry Rudolph – gerente
- Andrew Schubert – assistente de mixagem adicional, assistente de engenheiro adicional
- SMOG Design – direção de arte, design
- Matt Squire – produtor, instrumentos, vocais alternativos
- Gordini Sran – programação, engenheiro adicional
- Steven Stark – violoncelo
- Nick Steinhardt – direção de arte, design
- Kyle Stevens – assistente de engenheiro adicional, assistente de gravador
- Peter Svensson – compositor, produtor, violão, programação, teclados, gravador
- Brad Townsend – assistente de mixagem adicional, assistente de engenheiro adicional
- Eric Weaver – assistente de engenheiro adicional

## Desempenho comercial
Avril Lavigne estreou no número cinco na parada da Billboard 200 dos EUA, vendendo mais de 44.000 cópias, tornando-se o quinto álbum de Lavigne a figurar entre os cinco primeiros. Porém, a menor posição já obtida por um álbum de estúdio da cantora e as vendas da primeira semana no gráfico. Na segunda semana, o álbum caiu do número 5 para o número 26. Em setembro de 2015, o álbum vendeu 156.000 cópias nos Estados Unidos. No Canadá, o álbum estreou no número quatro, com vendas de 8.500 cópias. Com esta posição nas paradas, Lavigne conseguiu ter todos os seus álbuns a estrear na parada nos cinco primeiros lugares. No Japão, o álbum estreou no número dois, deslocando 47.873 cópias em sua primeira semana, tornando-se o segundo álbum de Lavigne a atingir o pico nessa posição, sendo o outro o Goodbye Lullaby (2011). A partir de 2014, o álbum vendeu mais de 210.000 cópias no Japão.
No Reino Unido, o álbum estreou e alcançou o número 14, com pouco mais de 9.000 unidades vendidas, tornando-se seu primeiro álbum a entrar e atingir uma posição entre os 10 primeiros no Reino Unido, deixando as paradas após uma semana. Até setembro de 2015, Avril Lavigne vendeu 50.000 cópias, tornando-se o álbum de menor sucesso de Lavigne no Reino Unido. Na Austrália, o álbum estreou no número 7, vendendo 2.829 cópias e permaneceu na parada por duas semanas. Na China e Taiwan, o álbum estreou no topo das paradas, recebendo as certificações de ouro e platina nos dois países, respectivamente. O álbum foi o nono álbum mais vendido de 2013 no Taiwan, com vendas de mais de 36.000 vendidos, tornando Lavigne a única artista ocidental feminina na lista dos 10 primeiros.
| Tabela musical (2013–14)                       | Melhor posição |
| ---------------------------------------------- | -------------- |
| Alemanha (Media Control Charts)                | 15             |
| Austrália (ARIA Charts)                        | 7              |
| Áustria (Ö3 Austria Top 40)                    | 9              |
| Bélgica (Ultratop 50 de Flandres)              | 36             |
| Bélgica (Ultratop 40 da Valônia)               | 38             |
| Canadá (Canadian Albums Chart)                 | 4              |
| Coreia do Sul (Gaon Album Chart)               | 8              |
| Coreia do Sul (Gaon International Album Chart) | 2              |
| China (Sino Chart)                             | 1              |
| Dinamarca (Hitlisten)                          | 31             |
| Escócia (OCC)                                  | 16             |
| Espanha (PROMUSICAE)                           | 11             |
| Estados Unidos (Billboard 200)                 | 5              |
| Estados Unidos (Digital Albums)                | 4              |
| Finlândia (IFPI Finlândia)                     | 37             |
| França (SNEP)                                  | 30             |
| Grécia (IFPI Grécia)                           | 23             |
| Hungria (MAHASZ                                | 31             |
| Irlanda (IRMA)                                 | 20             |
| Itália (FIMI)                                  | 8              |
| Japão (Oricon)                                 | 2              |
| Japão (Billboard)                              | 2              |
| México (AMPROFON)                              | 26             |
| Noruega (VG-lista)                             | 19             |
| Nova Zelândia (NZ Top 40 Albums)               | 8              |
| Polônia (ZPAV)                                 | 28             |
| Países Baixos (Album Top 100)                  | 23             |
| Reino Unido (UK Albums Chart)                  | 14             |
| Reino Unido (UK Digital Albums)                | 8              |
| Rússia (2M)                                    | 9              |
| Suécia (Sverigetopplistan)                     | 39             |
| Suíça (Schweizer Hitparade)                    | 8              |
| Taiwan (G-Music)                               | 2              |
| Taiwan (G-Music International Albums Chart)    | 1              |

| Tabela musical (2013) | Melhor posição |
| --------------------- | -------------- |
| Argentina (CAPIF)     | 10             |

| Tabela musical (2013)                          | Melhor posição |
| ---------------------------------------------- | -------------- |
| Brasil (ABPD)                                  | 30             |
| Coreia do Sul (Gaon International Album Chart) | 35             |
| Japão (Oricon)                                 | 53             |
| Taiwan (G-Music)                               | 9              |

| Região                                                                                             | Certificação | Vendas   |
| -------------------------------------------------------------------------------------------------- | ------------ | -------- |
| Brasil (Pro-Música Brasil)                                                                         | Ouro         | 40,000*  |
| Canadá (Music Canada)                                                                              | Ouro         | 40,000^  |
| Estados Unidos (RIAA)                                                                              | Ouro         | 500,000^ |
| Japão (RIAJ)                                                                                       | Ouro         | 210,000^ |
| Reino Unido (BPI)                                                                                  | Prata        | 60,000^  |
| ^distribuições baseadas apenas na certificação *números de vendas baseados somente na certificação |              |          |

## Histórico de lançamento
| País           | Data                  | Gravadora            |
| -------------- | --------------------- | -------------------- |
| Austrália      | 1 de novembro de 2013 | Sony Music           |
| Alemanha       | 1 de novembro de 2013 | Sony Music           |
| Reino Unido    | 4 de novembro de 2013 | Columbia Records     |
| Estados Unidos | 5 de novembro de 2013 | Epic                 |
| Taiwan         | 5 de novembro de 2013 | Sony Music Taiwan    |
| Japão          | 6 de novembro de 2013 | Sony Music Japan     |
| Tailândia      | 6 de novembro de 2013 | Sony Music Tailândia |
| China          | 3 de dezembro de 2012 | Sony Music China     |